# Kirche Unserer Lieben Frau vom Heiligen Herzen (Yerkalo)

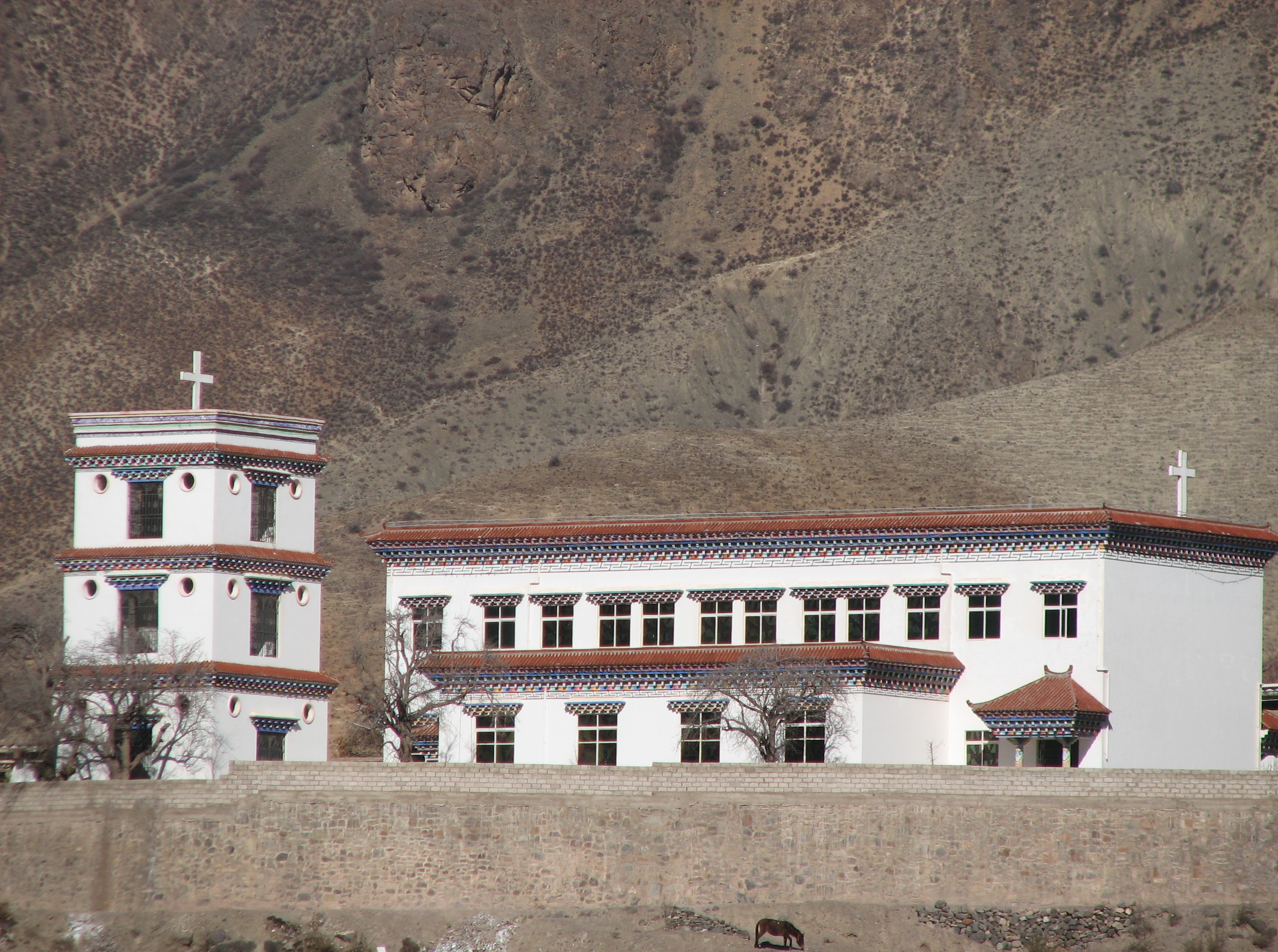
Kirche von Yerkalo.

Die Kirche Unserer Lieben Frau vom Heiligen Herzen (chinesisch 聖心聖母堂 / 圣心圣母堂, Pinyin Shèngxīn shèngmǔ táng), allgemein als Katholische Kirche von Yerkalo oder von Yanjing bezeichnet (鹽井天主敎堂 / 盐井天主教堂,  Yánjǐng Tiānzhǔjiàotáng), liegt im Dorf Ober-Yerkalo (上盐井村) (Shangyanjing, „Oberer Salzbrunnen“) der Gemeinde Yanjing der Naxi im Kreis Markam der Stadt Qamdo im äußersten Osten der Autonomen Region Tibet in der Volksrepublik China.
Es ist die einzige katholische Kirche in der Autonomen Region Tibet. Sie wurde von Félix Biet (1838–1901) und Auguste Desgodins (1826–1913), französischen Missionaren der Pariser Mission, im Jahr 1865 gegründet. Die Kirche ist Unserer Lieben Frau vom Heiligen Herzen gewidmet, der Schutzpatronin der Pfarrei Yerkalo.
Sie ist in tibetischem Stil erbaut, das Innere ist europäisch beeinflusst. Die ursprüngliche Kirche im europäischen Stil wurde während der Kulturrevolution, eine 1985 erbaute Kirche durch ein Erdbeben 1999 zerstört. Der Bau der neuen Kirche begann 2001.
Unweit der Kirche liegt der katholische Friedhof von Yerkalo (dies ist der tibetische Name von Yanjing), auf welchem die Gräber mehrerer französischer Missionare sowie des Schweizer Chorherren vom Gr. St. Bernhard, Maurice Tornay (1910–1949), liegen. P. Tornay erlitt 1949 an der sino-tibetischen Grenze den Märtyrertod und wurde 1993 von Papst Johannes Paul II. seliggesprochen.